# Djungel-George
Djungel-George (engelska: George of the Jungle) är en amerikansk komedifilm från 1997 i regi av Sam Weisman. Filmen är en parodi på Tarzan. I titelrollen ses Brendan Fraser och i övriga huvudroller Leslie Mann och Thomas Haden Church.

## Handling
Filmen handlar om George (Brendan Fraser), som bor i djungeln tillsammans med apor och andra djur, med vilka han har växt upp. George är nu vuxen, men kom till djungeln som litet barn, när han slungades ur ett flygplan. En dag träffar han Ursula (Leslie Mann), som är i djungeln på en expedition med sin fästman, Lyle van de Groot (Thomas Haden Church). De möts då George räddar henne undan ett lejon.

## Om filmen
Filmen blev populär när den gick upp på biograferna, trots usel kritik i vissa medier. En uppföljare kom 2003 (Djungel-George 2) med nya skådespelare. Till Sverige kom filmen endast på DVD. Båda filmerna finns nu utgivna på DVD.

## Rollista
| Figur             | Skådespelare          | Svensk röst        |
| ----------------- | --------------------- | ------------------ |
| Djungel-George    | Brendan Fraser        | Niclas Wahlgren    |
| Ursula Stanhope   | Leslie Mann           | Marie Kühler-Flack |
| Lyle van de Groot | Thomas Haden Church   | Bengt Bauler       |
| Ape/Apan (röst)   | John Cleese           | Allan Svensson     |
| Kwame             | Richard Roundtree     | Anders Mårtensson  |
| Max               | Greg Cruttwell        | Niclas Ekholm      |
| Thor              | Abraham Benrubi       | Andreas Nilsson    |
| Beatrice Stanhope | Holland Taylor        | Monica Forsberg    |
| Arthur Stanhope   | John Bennett Perry    | Jan Modin          |
| Betsy             | Kelly Miller          | Catherine Hansson  |
| Berättarröst      | Keith Scott           | Roger Storm        |
| Bäraren Kip       | Abdoulaye N'Gom       | Anders Öjebo       |
| Bäraren N'Dugo    | Michael Chinyamurindi | Anders Öjebo       |
| Bäraren Baleto    | Lydell M. Cheshier    | Anders Öjebo       |
| Lilla apan        | Crystal the Monkey    |                    |

Övriga röster: Frank Welker - röst för lilla apan, Shep, Tooki Tooki Bird och gorillans ljudeffekter

## Filmmusik
Spår 2 med Johnny Clegg med sången "Dela" är med i början av signaturmelodin för Djungel-George.
1. "George of the Jungle" (Sheldon Allman, Stanley Worth) - 2:53 - Presidents of the United States of America
2. "Dela (I Know Why the Dog Howls at the Moon)" (Johnny Clegg) - 4:16 - Johnny Clegg & Savuka
3. "Wipe Out" (Jim Fuller, Berryhill, Patrick Connolly, Ron Wilson) - 2:39 - The Surfaris
4. "The Man on the Flying Trapeze" (Traditional) - 0:57 - Roger Freeland, Jon Joyce, Steve Lively, Gary Stockdale
5. "My Way" (Paul Anka, Jacques Revaux, Claude François, Gilles Thibault) - 1:11 - John Cleese
6. "Aba Daba Honeymoon" (Walter Donovan, Arthur Fields) - 1:55 - Karen Harper
7. "George of the Jungle" (Allman, Worth) - 1:03 - Weird Al Yankovic
8. "Go Ape [The Dance Mix]" (Michael Becker) - 3:25 - Michael Becker
9. "Jungle Band" (Michael Becker) - 3:18 - Carl Graves
10. "George to the Rescue" - 1:11
11. "Rumble in the Jungle" - 3:15
12. "The Little Monkey" - 2:23
13. "George of the Jungle [Main Title Movie Mix]" (Marc Shaiman) - 2:20